# Jalon Howard
Jalon Howard (* 10. Januar 1999) ist ein US-amerikanischer Schauspieler.

## Leben
Howard wurde am 10. Januar 1999 geboren. 2018 wurde er durch seine Rolle des Cedric Williams im Netflix-Original Everything Sucks! einem breiten Publikum bekannt. In den sechs Episoden lieh ihm Ricardo Richter für die deutschsprachige Fassung seine Stimme. Nach der ersten Staffel wurde die Serie abgesetzt. Im selben Jahr übernahm er außerdem eine Episodenrolle in der Fernsehserie American Vandal. Er ist in San Antonio, Texas wohnhaft.

## Filmografie (Auswahl)
- 2018: Everything Sucks! (Fernsehserie, 6 Episoden)
- 2018: American Vandal (Fernsehserie, Episode 2x04)
- 2022: Metal Lords